# Feketefarkú csörgőkígyó
A feketefarkú csörgőkígyó (Crotalus molossus) a gödörkésarcú viperákhoz tartozó mérgeskígyó, amely Mexikó középső és északi felén, valamint az USA délnyugati részén honos.

## Megjelenése

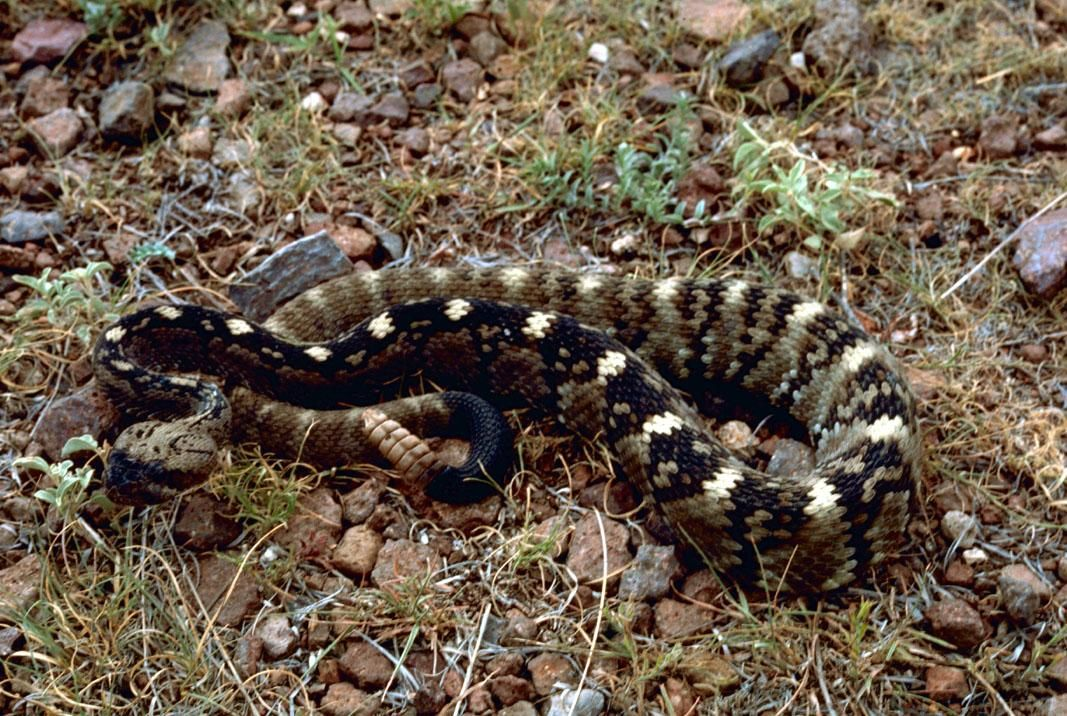
C. m. molossus

A feketefarkú csörgőkígyók általában 76–107 cm hosszúak, de ritkán elérhetik a 125–129 cm-es méretet is. A nőstények valamivel nagyobbak a hímeknél. Kiszélesedő fejétől nyaka jól elkülönül.
Színe sárgás-olívazöldtől egészen a vörösbarnáig és feketésig terjedhet, hátán egész testhosszán sötét és világos pikkelyekből álló mintázatot visel. A faj megkülönböztető jellegzetessége - amelyről nevét is kapta -, hogy farka vége minden színváltozat esetében teljesen fekete. A fején a szeme és orra vége között, valamint a szeme sarkából ferdén lefelé sötét, maszkszerű mintázat figyelhető meg.
A többi csörgőkígyóhoz hasonlóan farka végén szaruból álló csörgő található, amely minden vedlés után újabb szegmenssel gyarapodik. A kígyó évente akár több alkalommal is levetheti bőrét és a viszonylag törékeny csörgőről is letörhetnek darabok, ezért a csörgő hosszából nem lehet megbízhatóan megbecsülni az állat életkorát.

## Elterjedése
Oaxaca államtól északra egész Mexikóban megtalálható, beleértve a Kaliforniai-öbölben a San Estéban- és Tiburón-szigeteket. Ezenkívül megtalálható az Egyesült Államokban Arizonában, Új-Mexikóban és Texas nyugati és középső részén. Elterjedésének felső határa kb. 3700 m a tengerszint fölött. Mexikóban viszonylag gyakori, populációi stabilak vagy csak enyhén csökkenőek.

## Életmódja

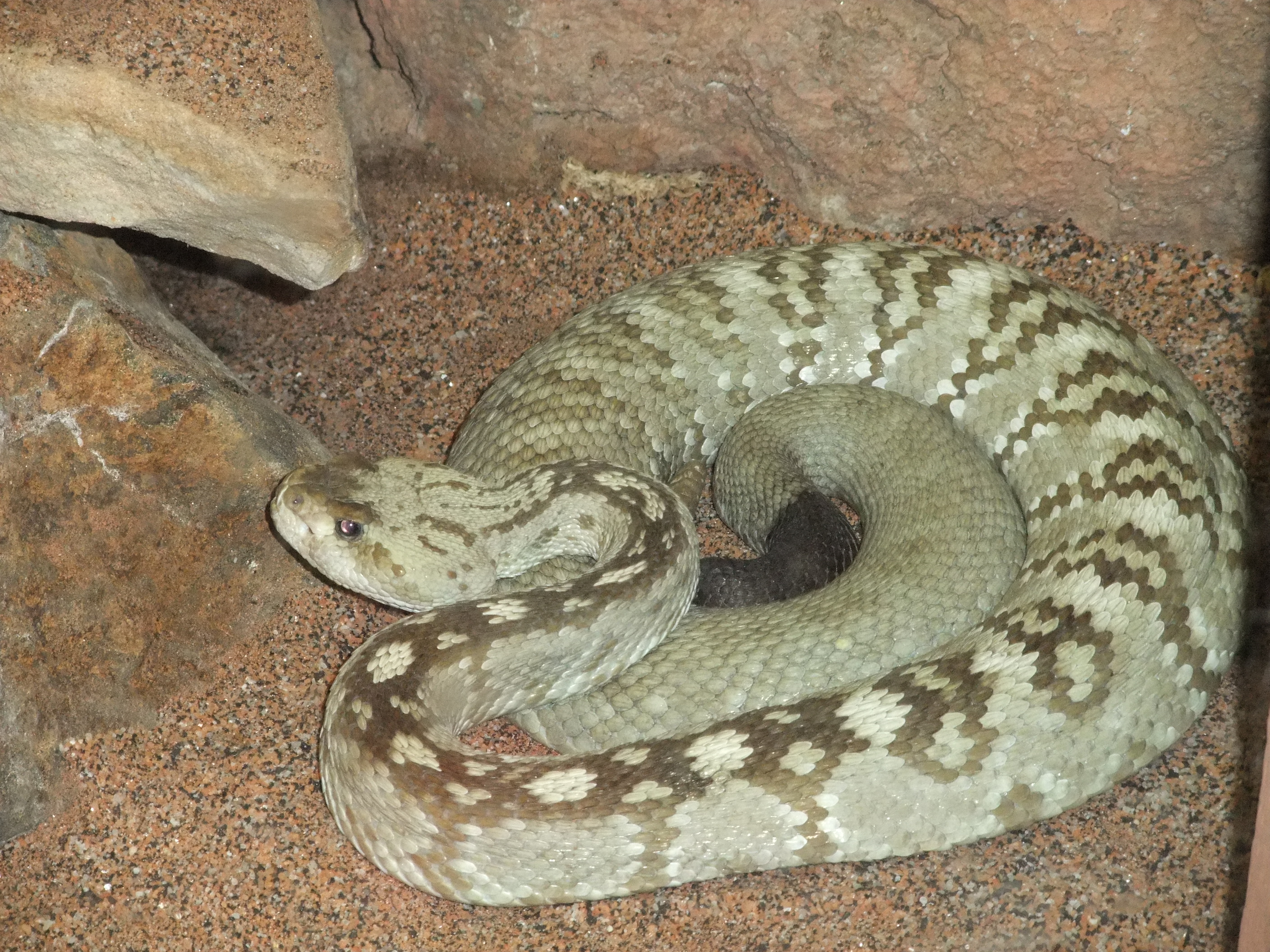
Olívazöld színváltozata

Kisemlősökkel, madarakkal, kisebb hüllőkkel táplálkozik. Viselkedése az évszaktól függ: tavasszal és ősszel nappali életmódot él, míg nyáron a hőség elkerülése céljából inkább éjszaka aktív. Télen elhagyott föld alatti üregekbe húzódik és sokszor más kígyófajokkal együtt hibernálódik. Megfigyelték, hogy hideg esők után az utak aszfaltján napozik. Elsősorban a talajon mozog, ahol homokos vagy iszapos aljzat esetén oldalazó technikával halad előre, bár kiválóan mászik fára és jól úszik. Füves síkságokon, félsivatagokban, sziklás területeken, trópusi lombhullató erdőkben, bozótosokban, hegyi erdőkben egyaránt előfordul. A csörgőkígyók közül az egyik legkevésbé agresszív faj és csak akkor csörög és támad, ha sarokba szorítják vagy meglepik. Ha teheti inkább elmenekül.
Mérge hemotoxikus, a marás helye megduzzad, véraláfutás keletkezik és a véralvadás gátlódik. Emberekre többnyire nem halálos, csak kivételes esetekben, gyerekek vagy öregek megmarása után jelenthet komoly veszélyt. A kígyó óvatos természete miatt harapása ritka.
Tavasszal van a párzási időszaka, ilyenkor a hímek a nőstények által maguk után hagyott feromonnyomot követik. A párzás órákig is eltarthat és néhány napon belül többször is ismétlődik; utána a hím pár napig a nőstény közelében marad, hogy elűzze a többi hímet. Elevenszülők, a nőstény a nyár folyamán ad életet 4-6 (ritkán 10-12) utódjának, amelyek egy-két nap után már önállóak. A nőstények feltehetően minden évben párzanak. Élettartamuk 15-20 év.

## Alfajai
| Alfaj              | Leíró                | Név                             | Elterjedés                                                                                               |
| ------------------ | -------------------- | ------------------------------- | --- |
| C. m. estebanensis | Klauber, 1949        | San Esteban-szigeti csörgőkígyó | Mexikó: San Esteban-sziget (Kaliforniai-öböl)                                                            |
| C. m. molossus     | Baird & Girard, 1853 | Északi feketefarkú csörgőkígyó  | Egyesült Államok: (Arizona, Új-Mexikó, Délnyugat-Texas), Észak-Mexikó                                    |
| C. m. nigrescens   | Gloyd, 1936          | Mexikói feketefarkú csörgőkígyó | Mexikó: Sonora, Délnyugat-Chihuahua, Dél-Coahuila, délen egészen Oaxaca, Veracruz és Tlaxcala) államokig |
| C. m. oaxacus      | Gloyd, 1948          | Oaxacai feketefarkú csörgőkígyó | Mexikó: Oaxaca                                                                                           |

## Fordítás
- Ez a szócikk részben vagy egészben  a   Crotalus molossus című angol Wikipédia-szócikk ezen változatának fordításán alapul.  Az eredeti cikk szerkesztőit annak laptörténete sorolja fel. Ez a jelzés csupán a megfogalmazás eredetét és a szerzői jogokat jelzi, nem szolgál a cikkben szereplő információk forrásmegjelöléseként.